# Enrico Pollastrini

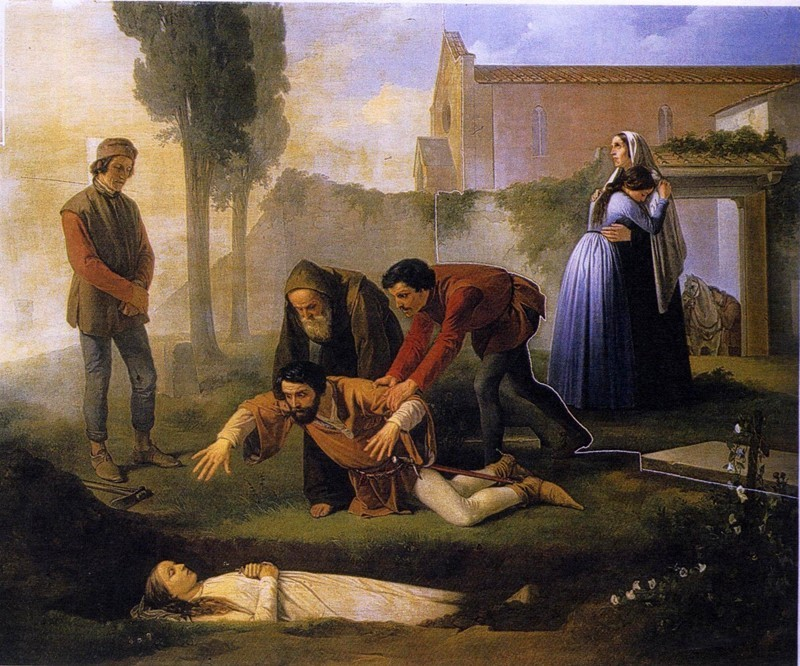
Enrico Pollastrini, Dans la Tombe de Pia de' Tolomei

Enrico Pollastrini (né le 15 juin 1817 à Livourne et mort le 12 janvier 1876  à Florence) est un peintre italien actif au XIXe siècle.

## Biographie
Enrico Pollastrini apprend la peinture auprès de Vincenzo De Bonis à Livourne puis à Florence auprès des maîtres Giuseppe Bezzuoli et Pietro Benvenuti.
Il est professeur à l'Académie des beaux-arts de Florence, dont il est nommé directeur en 1867, succédant à Tommaso Gazzarrini (Livourne 1790 - Florence 1853). Il conserve ce poste pendant huit ans, jusqu'en 1875. Dans son enseignement, il insiste sur le fait que c'est par l'étude et la copie des anciens maîtres que l'on acquiert la compétence.
Le style de sa peinture reste académique et est supplantée par celle des Macchiaioli.
Son œuvre Gioco della buchetta est l'exemple de l'évolution de son style qui d'abord néoclassique et tardo-romantique avec des arriére-plans de scènes historiques et allégoriques passe progressivement au réalisme.
Enrico Pollastrini repose au Sanctuaire de Montenero.
Parmi ses élèves figurent Albano Lugli, Cesare Bartolena et Vittorio Matteo Corcos.

## Œuvres
Le Musée civique Giovanni Fattori de Livourne lui consacre une salle entière :
- Allegra brigata,
- Maschere,
- San Lorenzo,
- Madonna,
- Buosa di Duero,
- Richelieu e Maria Cristina,
- Varchi che legge le sue storie a Cosimo I,
- Gioco della buchetta,
- Savonarola al letto di Lorenzo il Magnifico,
- Gli esuli di Siena, a été égaré pendant la Seconde Guerre mondiale,
- La Pia dei Tolomei (1850),
- Dans la Tombe de Pia de' Tolomei,
- Jeune garçon jouant avec son chat, Crayon noir, 14,5 × 13,5 cm.
- Morte di Giovanni Boccaccio,
- Immacolata Concezione, Église Saints-Pierre-et-Paul de Livourne
- San Lorenzo che distribuisce in catacomba ai poveri i doni della Chiesa (1862), Église Santa Maria del Soccorso (Livourne).

## Source de la traduction
- (it) Cet article est partiellement ou en totalité issu de l’article de Wikipédia en italien intitulé « Enrico Pollastrini » (voir la liste des auteurs).